# Франц Иосиф I
Фра́нц Ио́сиф I (нем. Franz Joseph I., венг. I. Ferenc József, чеш. František Josef I.; 18 августа 1830, дворец Шёнбрунн, Вена — 21 ноября 1916, дворец Шёнбрунн, Вена) — император Австрии и король Богемии со 2 декабря 1848 года, Апостолический король Венгрии со 2 декабря 1848 по 14 апреля 1849 года (1-й раз) и с 13 августа 1849 (2-й раз). С 15 марта 1867 года — глава двуединого государства — Австро-Венгерской монархии. С 1 мая 1850 года по 24 августа 1866 года был также президентом Германского союза.
Правление Франца Иосифа продолжалось 68 лет и стало одним из самых долгих в мировой истории.
Правление Франца Иосифа отмечено участием Австрии в войне с Данией, а также с Пруссией и Италией, по результатам которой австрийская корона лишалась Венеции и Тосканы в пользу Италии, а Пруссия вырывалась в лидеры в германском мире. С целью уберечь державу от новой революции в связи с ростом национализма подписал Австро-венгерское соглашение 1867 года, которое предоставило Венгрии право на большую автономию; таким образом была образована Австро-венгерская монархия. В этот период страна входит в Тройственный союз Италии и Германии. В 1878 году Австро-Венгрия оккупирует, а в 1908 году аннексирует Боснию и Герцеговину, что приводит к политическому кризису и росту напряжённости на Балканах. В конечном итоге это привело к Сараевскому убийству 28 июня 1914 года, в результате которого через месяц Австро-Венгрия объявила войну Сербии, что стало началом Первой мировой войны.
Являлся самым долго правящим главой государства в мире с 22 января 1901 года, после кончины королевы Великобритании — Виктории и вплоть до своей смерти 21 ноября 1916 года от пневмонии.
Старший сын эрцгерцога Франца Карла — сына императора Франца II и младшего брата императора Фердинанда I. Мать — принцесса София Баварская. В ходе Австрийской революции 1848 года его дядя отрёкся от престола, а отец отказался от прав наследования в пользу сына, и 18-летний Франц Иосиф I оказался во главе многонациональной державы Габсбургов.

## Политические события
Новый император получил корону во многом благодаря помощи русских войск в подавлении Венгерского восстания, что стало ударом по престижу австрийской монархии. В начале Крымской войны немаловажную роль сыграла уверенность русского императора Николая I в поддержке недавно вырученных австрийцев. Несмотря на то, что Австрия не вступила в конфликт, ряд дипломатических ошибок, прежде всего жёсткий ультиматум по условиям мира, выдвинутый России именно Австрией, привёл к тому, что страна лишилась важных союзников. Этим воспользовалось Сардинское королевство, при поддержке Франции и Пруссии возобновившее борьбу за объединение Италии. В результате к 1860 году империя потеряла Ломбардию, а представители дома Габсбургов лишились власти в Модене и Тоскане.
В 1866 году Австрия начала войну против Пруссии за лидерство в германском мире. После битвы при Садове, закончившейся разгромом австрийской армии, империя была вынуждена признать поражение. Австрия потеряла Венецию и признала объединение северогерманских государств с Пруссией. Вскоре после этого венгерская элита при посредничестве супруги Франца Елизаветы Баварской добилась от Франца Иосифа предоставления ей равных прав с австрийскими немцами и преобразования Австрийской империи в двуединую монархию. Опасаясь новой революции, император, в 1853 году чуть не убитый венгерским националистом, был вынужден согласиться. Это привело к началу национального движения и среди других народов дунайской монархии.
В 1871 году Австро-Венгрия признала провозглашение Германской империи и вступила с ней в альянс, в который до середины 1880-х годов входила и Россия. Это позволило державе Франца Иосифа усилить своё влияние на Балканах в ходе Русско-турецкой войны 1877—1878 годов, в частности, империя оккупировала, а в 1908 году аннексировала Боснию-Герцеговину. Последнее событие привело к политическому кризису и усилению разногласий с Россией, а также открытому противостоянию с Сербией и в конечном счёте к фатальному участию Австро-Венгрии в Первой мировой войне. Сам Франц Иосиф не застал краха своей империи, он умер в 1916 году от пневмонии в возрасте 86 лет.
Похоронен в усыпальнице Габсбургов — Императорском склепе венской Капуцинеркирхе.

## Семейные драмы
В 1854 году Франц Иосиф женился на баварской принцессе Елизавете, известной в домашнем кругу как Сисси. Её отношения с матерью Франца Иосифа эрцгерцогиней Софией Баварской не сложились, что вскоре обернулось для Елизаветы нервным расстройством. Престиж императорской фамилии и так покачнулся из-за гомосексуальных похождений младшего брата Франца Иосифа I Людвига, впоследствии высланного из Вены во избежание дальнейших осложнений. Елизавета удалилась от двора, чтобы держаться подальше от своенравной свекрови. С 1875 года летней резиденцией для супружеской пары стала вилла в Бад-Ишле. С 1860-х годов императрица проводила время в путешествиях, редко встречаясь с мужем и почти не видя детей.
В браке родилось 4 детей:
- Эрцгерцогиня София Австрийская (1855—1857)
- Эрцгерцогиня Гизела Австрийская (1856—1932)
- Эрцгерцог Рудольф Австрийский (1858—1889)
- Эрцгерцогиня Мария Валерия Австрийская (1868—1924)

Первая трагедия потрясла семью Франца Иосифа в 1867 году, когда мексиканские республиканцы расстреляли его родного брата Максимилиана, провозглашённого императором Мексики. В 1872 году умерла влиятельная мать Франца Иосифа София, через шесть лет — его отец Франц Карл.
Семейные отношения Франца Иосифа с Елизаветой со временем окончательно расстроились. В течение 14 лет продолжалась любовная связь императора с женой железнодорожного служащего Анной Наговски. Предполагается, что Франц Иосиф является отцом двух детей Анны Наговски — Хелены и Франца. С 1885 года любовницей императора стала актриса Катарина Шратт, их отношения никогда не скрывались.
Единственный законный сын и наследник Франца Иосифа кронпринц Рудольф, по одной из версий, застрелился в 1889 году в замке Майерлинг, убив перед тем свою возлюбленную баронессу Марию Вечера, а по другой версии, стал жертвой тщательно спланированного политического убийства, имитировавшего самоубийство единственного прямого наследника престола. В 1898 году императрица Елизавета Баварская была убита в Женеве итальянским анархистом Луиджи Лукени. Письмо, в котором сообщалось об убийстве императрицы, принёс близкий друг Франца Иосифа Эдуард фон Паар.
После странной гибели Рудольфа новым наследником престола стал племянник императора Франц Фердинанд. В 1914 году новый престолонаследник был убит вместе с женой в Сараеве сербским террористом Гаврило Принципом. Франц Иосиф узнал об убийстве своего наследника от своего близкого друга и адъютанта Эдуарда фон Паара. Наследником престола стал сын Отто Франца, младшего брата эрцгерцога Франца Фердинанда, Карл Иосиф, приходившийся Францу Фердинанду племянником.

## Отношения с Папской курией
На Папском конклаве 1903 император Франц Иосиф наложил вето на избрание кардинала Рамполлы дель Тиндаро на папство. Формулу вето провозгласил от имени императора краковский кардинал Ян Пузына. Кардиналы не смогли перечить Францу Иосифу, единственному монарху, у которого с папами не было конфликтов. Был избран Джузеппе Сарто. За 68 лет своего правления Франц Иосиф применил своё право вето единственный раз и стал последним монархом в истории, воспользовавшимся этим правом вето, которое новый папа Пий X отменил.

## Личность
Выросший и получивший образование в эпоху Бидермайера, император был известен консерватизмом, простотой быта, вниманием к этикету и традициям. Не будучи великим государственным деятелем из-за нехватки гибкости ума и политического чутья, Франц Иосиф всё же не был откровенной посредственностью, как позднее утверждали националисты и критики за рубежом. Усердный и дисциплинированный реалист, он оставался прямым и безыскусным в политике, придерживался авторитарных методов управления в рамках габсбургского иосифизма, не доверял новым общественным институтам, и в то же время шёл из необходимости на уступки «духу времени» и оставался принципиально толерантным в вопросе религии и языков. Франц Иосиф с большой охотой выступал в образе государя-патриарха, который культивировала вся государственная машина Австро-Венгрии. Со временем погружённый в государственные заботы, замкнутый и лишённый на первый взгляд всякой душевной теплоты, Франц Иосиф стал восприниматься подданными и общественностью с долей пренебрежения, как монарх-бюрократ, утративший сколько бы симпатичные человеческие качества. В беседе с Теодором Рузвельтом в 1910 году он называл себя «последний монарх старой школы».
После того как его брат был расстрелян в Мексике, император до конца жизни, почти 50 лет, не принимал мексиканских посланников.
Он так и не провёл во дворец телефон и с большим трудом согласился на электричество и водопровод. До конца жизни Франц Иосиф пользовался переносной каучуковой ванной, куда вода набиралась вёдрами.
По словам его сына Рудольфа:

У императора нет и не может быть друзей, весь его характер против этого. Он в одиночестве стоит на вершине, говоря с теми, кто ему служит, об их обязанностях, но избегает настоящего разговора. Он мало знает о том, что думают и чувствуют люди, об их мнениях и взглядах. В газетах он читает только то, что обведено для него красным карандашом. Он отрезан от всех человеческих контактов, от любого непредвзятого мнения.

Когда Рудольф погиб при обстоятельствах, похожих на самоубийство, Франц Иосиф написал всем европейским монархам, что причиной гибели кронпринца стал случайный выстрел на охоте, но папе Льву XIII Франц Иосиф написал то, что ему казалось правдой, а именно, что его сын покончил с собой, дабы получить разрешение на традиционное погребение в Капуцинергруфт.

## Титулы, звания, награды
Его Императорское и Королевское Величество Франц Иосиф I, Божьей милостью император австрийский, апостолический король венгерский, король богемский, король ломбардский и венецианский [титул короля ломбардского и венецианского снят в 1869 после объединения Италии], далматский, хорватский, славонский, лодомерский [то есть Владимира-Волынского/Галиции] Король Подолья и иллирический, король иерусалимский и проч.;
эрцгерцог австрийский; великий герцог тосканский и краковский; герцог лотарингский, зальцбургский, штирский, каринтийский, карниольский и буковинский; великий князь трансильванский; маркграф моравский; герцог верхней и нижней Силезии, моденский, пармский, пьяченцский и гвастальский, аушвицкий, заторский; тешинский, фриульский, рагузский и зарский;
владетельный граф габсбургский и Тирольский, кибургский, горицский и градишский;
князь трентский и бриксенский;
маркграф Верхних и Нижних Лужиц и Истрии;
граф Гогенемс, Фельдкирх, Брегенц, Зоннеберг и проч. [NB жена Франца Иосифа императрица Елизавета часто путешествовала под именем графини Гогенемс];
государь Триеста, Котора и Вендской марки;
Великий воевода Сербии,
и прочая, и прочая, и прочая.
Звания
- австрийский фельдмаршал (2 декабря 1848)
- прусский генерал-фельдмаршал (27 февраля 1895)
- британский фельдмаршал (1 сентября 1903)

Награды
Кавалер российских орденов
- Св. апостола Андрея Первозванного (18 (30) декабря 1845)[8]
- Св. Александра Невского (18 (30) декабря 1845),
- Белого Орла (18 (30) декабря 1845),
- Св. Анны 1 степени (18 (30) декабря 1845),
- Святого Георгия 4-й степени (20 июня (2 июля) 1849, № 8141 по кавалерскому списку Григоровича — Степанова)

- Франц Иосиф I. 1851
- Франц Иосиф в 1855 году
- Выезд императора Франца Иосифа из Хофбурга
- Франц Иосиф в форме фельдмаршала. Портрет Георга Рааба, 1885
- Русская гравюра, 1914
- Надгробие Франца Иосифа I в Императорском склепе, Вена
- Бюст Франца Иосифа I в Сегеде

## В культуре
Франц Иосиф не интересовался искусством, но покровительствовал географическим исследованиям, лелея несбыточные мечты о колониальных приобретениях. В частности, его благосклонностью пользовались чешский путешественник-африканист Эмиль Голуб и венгерский граф Самуэл Телеки, открывший озеро Рудольф. Был одним из учредителей Матицы словацкой, внёс 1000 золотых монет. Предложил дворянство и герб чешскому музыканту Яну Кубелику, тот отказался, заявив, что он чех и простой человек. Император требовал, чтобы все профессора в его государстве придерживались определённого вероисповедания. Это помешало Альберту Эйнштейну получить пост штатного профессора немецкого университета в Праге.
Краткая история семейных несчастий австрийского императора очень ёмко и карикатурно описана в романе Ярослава Гашека «Похождения бравого солдата Швейка», хотя Швейк почему-то называет Франца Фердинанда дядей императора (что само по себе абсурдно), а эрцгерцога Иоганна Сальватора (Иоганна Орта) — братом. Налицо крайне презрительное отношение чехов к «старику Прогулкину» («Starej Procházka», прозвище Франца Иосифа у чехов). В частности, именно здравицы в честь императора со стороны Швейка вызывают твёрдую уверенность в его дегенеративности и слабоумии даже у должностных защитников Австро-Венгерской империи.

«Нижеподписавшиеся судебные врачи сошлись в определении полной психической отупелости и врождённого кретинизма представшего перед вышеуказанной комиссией Швейка Йозефа, кретинизм которого явствует из заявления „да здравствует император Франц-Иосиф Первый“, какового вполне достаточно, чтобы определить психическое состояние Йозефа Швейка как явного идиота».

Такое отношение объясняется политикой подавления и германизации славян (в частности чехов) в Австро-Венгрии и прогрессирующей деградацией этого государства к концу правления императора, что очень ярко отражено в романе.
Сатирически империя Франца Иосифа представлена и в романе австрийца Роберта Музиля «Человек без свойств»: правительство Австро-Венгрии в 1913 решает найти достойный ответ на будущее празднование в Германии в 1918 году 30-летнего юбилея правления Вильгельма II. Создаётся специальный комитет, который должен разработать специальную австрийскую идею для празднования 70-летия правления Франца Иосифа I не хуже, чем в соседней Германии. Ирония заключается в том, что читателю прекрасно известно, что в 1918 году никому не будет дела до празднования, а император Франц Иосиф не доживёт до этого года. В более мягких тонах представлен образ императора в романе Йозефа Рота «Марш Радецкого», но и там присутствует ощущение обречённости монархии.
Франц Иосиф является персонажем пьесы венгерского драматурга Миклоша Хубаи «Фрейд, или Сон толкователя снов», где показана воображаемая встреча императора с основателем психоанализа, романов чешского писателя Владимира Неффа «Браки по расчёту», австрийца Эгона Цезаря Корти «Любовь императора».
В оперетте «Цыган-премьер» император Франц Иосиф является одним из действующих лиц, более того, частично сюжет строится на внешнем сходстве императора и загримировавшегося под него слуги, бывшего актёра Кадо. В популярном австрийском мюзикле «Элизабет» Франц Иосиф является одним из главных действующих лиц.

## Киновоплощения
На кино- и телеэкранах образ Франца Иосифа воплощали:
- Курд Юргенс («Königswalzer», 1935)
- Генри Халл (Большой вальс, 1938)
- Карл Шёнбёк (Бисмарк, 1940)
- Карлхайнц Бём («Сисси», 1955, Сисси — молодая императрица, 1956, Сисси. Трудные годы императрицы, 1957)
- Эрик Фрай (Людвиг II: Блеск и падение короля) 1955)
- Пауль Хёрбигер («Марш для императора», 1955)
- Джеймс Мэйсон («Майерлинг», 1968)
- Петер Хусти (Ференц Лист — Грёзы любви, 1970)
- «Сисси и поцелуй императора», 1991
- Клаус Мария Брандауэр («Кронпринц Рудольф», 2006)
- Фредерик ван ден Дрейше («Мятежная императрица», 2004)
- Дэвид Ротт («Императрица Сисси», 2009)
- Янник Шуман («Сисси: Императрица Австрии», мини-сериал 2021)
- Флориан Тейхтмейстер («Корсаж», 2022)
- Филипп Фруассан («Императрица», мини-сериал 2022)

## Эпонимы
- В честь императора названа принадлежащая России Земля Франца-Иосифа, открытая в 1873 году австро-венгерской полярной экспедицией[9], ледник Франца-Иосифа в Новой Зеландии и Франц-Иосиф-фьорд в Гренландии.
- В честь 60-летия правления императора Франца Иосифа был назван астероид (652) Юбилатрикс, открытый в 1907 году[10].